# Premiile muzicale Radio România Actualități 2012
A zecea gală a premiilor muzicale Radio România a fost ținută pe 26 martie 2012 la Teatrul Național de Operetă „Ion Dacian” din București, având ca scop recunoașterea celor mai populari artiști români din anul 2011. A fost transmisă în direct pe stațiile Radio România Actualități și Radio România Internațional, difuzată pe posturile TVR 1 și TVR Internațional și prezentată de Anca Țurcașiu și Bogdan Pavlică. Premiul Artistul anului i-a revenit [[]]. 

## Spectacole
| Artiști        | Melodii |
| -------------- | ------- |
| Nico           | „”      |
| Marcel Pavel   | „”      |
| Alina Manole   | „”      |
| Simplu         | „”      |
| VH2            | „[[]]”  |
| Direcția 5     | „”      |
| Dan Teodorescu | „”      |

## Prezentatori
- [[]] - a prezentat premiul pentru .
- [[]] - a prezentat premiul pentru .
- [[]] - a prezentat premiul pentru , revendicat de [[]] în numele .
- [[]] - a prezentat premiul pentru .
- [[]] - a prezentat premiul pentru .
- [[]] - a prezentat premiul pentru .
- [[]] și [[]] - i-au înmânat Premiul  lui [[]].
- [[]] - a prezentat premiul pentru .
- - a prezentat premiul Big Like - Facebook.
- [[]] și [[]] - au prezentat premiul .
- [[]] și [[]] - i-au înmânat Premiul pentru întreaga carieră compozitorului [[]].
- [[]] - a prezentat premiul .
- [[]] - a prezentat premiul .
- [[]] - a prezentat premiul pentru .
- [[]] - a prezentat premiul pentru Cea mai bună voce masculină.
- [[]] - a prezentat premiul .
- [[]] - a anunțat premiul .

## Câștigători și nominalizați
| Artistul anului | Debutul anului                                                       |                              |
| --- | -------------------------------------------------------------------- | ---------------------------- |
| - Direcția 5 - - - - - - - \| valign="top"\| | Cel mai bun interpret                                                | Cea mai bună interpretă      |
| - Marcel Pavel - - - \| valign="top"\| - Nico |                                                                      |                              |
| Piesa anului | Albumul anului                                                       |                              |
| - „[[]]” - [[]] și - „” - **„[[]]” - **„[[]]” - [[]] și **„[[]]” - **„” - \| valign="top"\|                                                                                               | Cel mai bun cântec pop                                               | Cel mai bun cântec pop-dance |
| - „Mai dă-mi o șansă” - Nico - „” - [[]] și **„” - [[]] și - „” - **„” - **„” – **„” – \| valign="top"\| - „Get Back” - Alexandra Stan - „” - [[]], [[]] și **„” - [[]] și **„[[]]” - \|- | Cel mai bun cântec pop-rock                                          | Cel mai bun grup pop-rock    |
| - „Non-stop” - Taxi - „” - **„” - [[]] și **„” - **„” - [[]] și \| valign="top"\| - VH2                                                                                                   | Omul cu chitara                                                      | Cel mai bun compozitor       |
| [[]] \| [[]] \|- | Cel mai bun mesaj                                                    | Cel mai bun duet             |
| - „” - [[]] - „” - **„” - **„” - **„” - **„” - [[]] și | - „” – [[]] și [[]] - „” - [[]] și **„” - [[]] și **„” - [[]] și \|- |                              |

## Premii speciale
Ediția din 2014 a premiilor a inclus  categorie specială, care să nu aibă parte de nominalizări anterioare. Premiul pentru întreaga carieră i-a fost oferit compozitoarei Camelia Dăscălescu.